# Washboard Rhythm Kings
Die Washboard Rhythm Kings waren eine US-amerikanische Jazzband, die Anfang der 1930er erfolgreich war. Zu ihren bemerkenswerten Stücken zählt der Tiger Rag von 1931 (ursprünglich 1917 von der Original Dixieland Jass Band aufgenommen). Die Aufnahme der Washboard Rhythm Kings ist deswegen interessant, weil sie von den Vokals her sehr spontan ist, ein befremdliches Tigerbrüllen enthält und ein „rockend“ gespieltes Waschbrett. In ihrer informellen Wildheit kann sie daher als ein früher Vorbote des Rock and Roll gelten.
Die Gruppe wurde 1930 mit dem Namen „Alabama Washboard Stompers“ gegründet, nannte sich ab 1931 „Washboard Rhythm Kings“" und 1934/35 „Georgia Washboard Stompers“ (Every Little Moment/In the Middle, Decca 7096). Die Besetzung wechselte ständig. Zu den Mitgliedern, soweit bekannt, gehörten Teddy Bunn (Gitarre), Taft Jordan und Valaida Snow (Trompete) sowie Leo Watson (Gesang).